# Rudno polje
Rudno polje je planina na veliki gozdni jasi pod Viševnikom na Pokljuški planoti. Je pomembno izhodišče za vzpon čez Velo polje na Triglav.
Na planini je vadbeni center slovenske vojske s smučiščem in vlečnico. Tudi pozimi vzdrževana cesta jo povezuje z Bledom, ki je oddaljen 22 km, cesta proti Bohinju (23 km) pa je v zgornjem delu pozimi včasih neprevozna.
Leta 2009 je bil na Rudnem polju zgrajen prvi zimskošportni center pri nas, Športni center Triglav Pokljuka, ki vključuje tudi Biatlonski stadion Pokljuka in Hotel Center Pokljuka, tam pa se nahaja še Vojaški gorski center Rudolfa Badjure.